# L'Ateneíllo de l'Hospitalet
L'«Ateneíllo» de l'Hospitalet fou una tertúlia o grup artístic i cultural relacionat amb l'avantguardisme, format al voltant de l'artista uruguaià Rafael Barradas, que tenia la seva seu en el domicili d'aquest al carrer Porvenir número 15 (avui Josep Maria de Sagarra nº 17) de l'Hospitalet de Llobregat, entre els anys 1926 i 1928.

El grup el formaven, entre d'altres, a part del propi Rafael Barradas, artistes o escriptors com Màrius Verdaguer, Sebastià Gasch, Juan Gutiérrez Gili, Josep Maria de Sucre, Lluís Montanyà i el caricaturista Manuel Font ("Siau"), com a més habituals. També en fomaren part els poetes Sebastià Sánchez Juan, Enrique de Leguina, Juan Alsamora i Luis Góngora, o el crític Guillem Díaz-Plaja, així com la pianista Carmen Barradas, germana de Rafael. També hi ha referències que personatges com Lorca, Dalí, Gómez de la Serna, Benjamín Jarnés, Foix, o Giménez Caballero s'hi haurien afegit en alguna ocasió. El 21 de febrer de 1928 consta que el futurista italià Marinetti s'hi reuní amb Barradas. L'única fotografia coneguda de l'«Ateneíllo» és la publicada, el desembre de 1927, a la revista Mundo Ibérico, dirigida per Màrius Verdaguer, amb els assistents a una de les sessions retratats al terrat de l'edifici del carrer Porvenir 15.

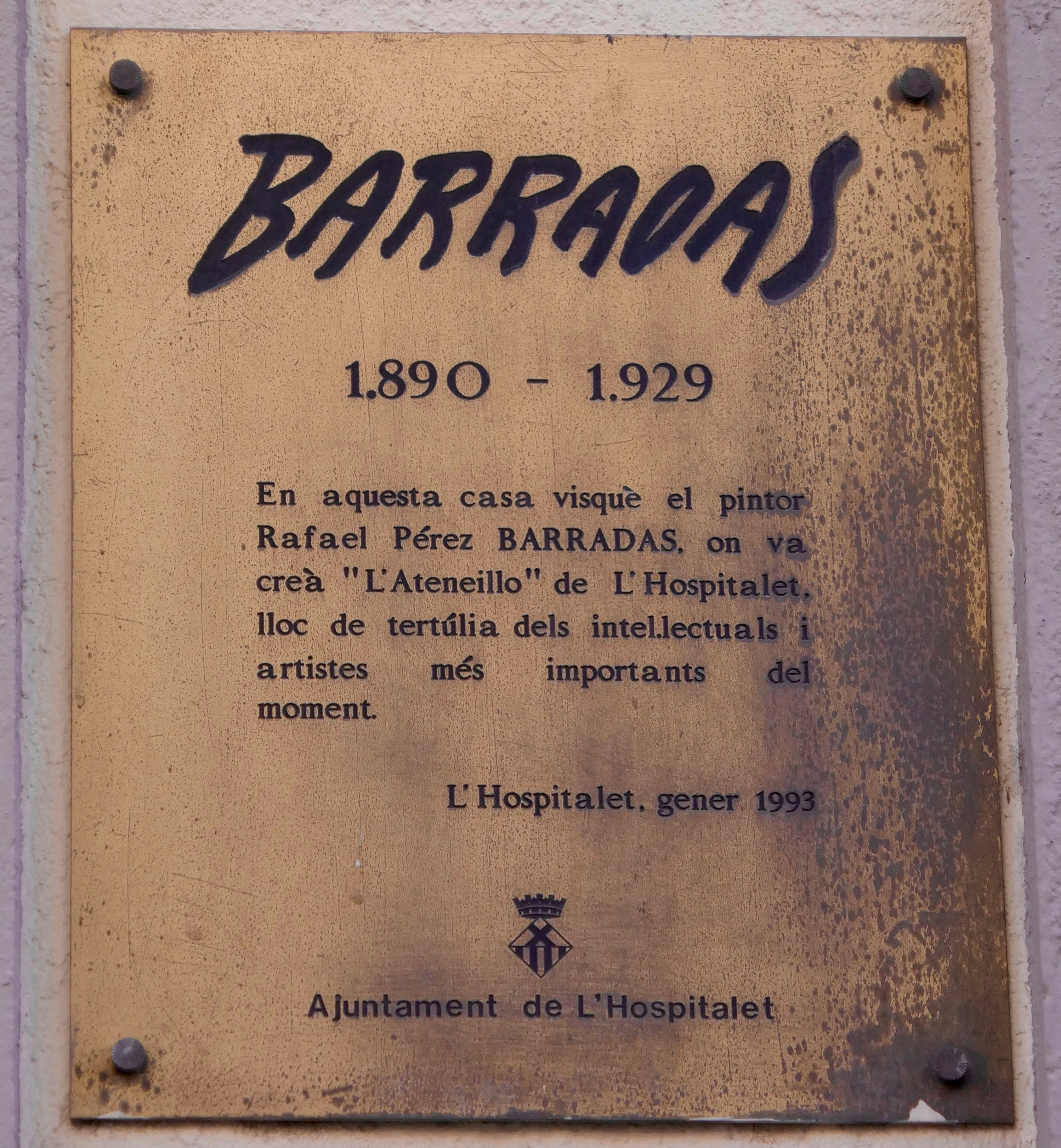
Placa commemorativa de l'Ateneíllo de l'Hospitalet